# Udonella caligorum
Udonella caligorum är en plattmaskart som beskrevs av Johnston 1835. Udonella caligorum ingår i släktet Udonella och familjen Udonellidae. Arten är reproducerande i Sverige. Inga underarter finns listade i Catalogue of Life.